# Diocesi di Bacata di Arabia
La diocesi di Bacata di Arabia (in latino: Dioecesis Bacathena in Arabia) è una sede soppressa e sede titolare della Chiesa cattolica.

## Storia
Bacata di Arabia, forse identificabile con le rovine di Khirbet-El-Bascha, è un'antica sede episcopale della provincia romana d'Arabia nella diocesi civile d'Oriente. Faceva parte del patriarcato di Antiochia ed era suffraganea dell'arcidiocesi di Bosra.
La sede non è menzionata dal Le Quien nell'opera Oriens Christianus e non appare nemmeno nell'unica Notitia Episcopatuum giunta fino a noi del patriarcato di Antiochia.
Dal 1933 Bacata di Arabia è annoverata tra le sedi vescovili titolari della Chiesa cattolica; la sede finora non è mai stata assegnata.